# 2019 OK
2019 OK  — околоземный астероид, открытый 24 июля 2019 года Кристованом Жаком, Эдуардо Пиментелем и Жуаном Рибейр в бразильской обсерватории SONEAR. Астероид имеет временное обозначение в соответствии с временем обнаружения.

## Открытие
Астероид был открыт за один день до своего сближения с Землёй, когда он находился на расстоянии 0,01 а.е. (1 500 000 км). Обнаружение 2019 ОК было независимо подтверждено другими обсерваториями, включая радиотелескоп Аресибо.
После открытия, на основе данных об орбите астероида, он был обнаружен на изображениях в архивах обзоров неба Pan-STARRS и ATLAS. Оба раза астероид был зафиксирован за несколько дней до пролёта, но не распознан как астероид из-за своего медленного движения по небу.

## Параметры
Хотя размеры 2019 ОК не велики — около 100 метров, среди околоземных астероидов с таким близким пролётом от Земли он довольно крупный.
Двигается по вытянутой орбите и пресекает орбиты Марса, Земли и Венеры.

## Пролёт
25 июля 2019 года в 01:22 UTC он приблизился к Земле на минимальное расстояние 0,00047697 а.е. (71 354 км), что составляет менее одной пятой расстояния до Луны. Его скорость составляла почти 88 500 километров в час. В случае столкновения с Землёй, исходя из средних оценок размера 2019 ОК, выделилась бы энергия соответствующая взрыву бомбы в 10 мегатонн в тротиловом эквиваленте, аналогично, Тунгусскому метеориту в 1908 году. Следующий близкий пролёт произойдёт 28 июля 2116 года. Астероид пройдёт примерно в 0,03 а.е. (4 500 000 км) от Земли (в 10 раз дальше Луны).

## Последствия
Факт столь позднего обнаружения достаточно крупного и яркого астероида поставил под вопрос эффективность имеющихся систем обнаружения и предупреждения об астероидной опасности.
Основная задача этих проектов за три недели предупредить об опасных астероидах размером более 40 м.
На основе наблюдений за астероидом 2019 OK было решено переработать методики обработки наблюдения, а также количество, расположение и взаимодействие обсерваторий.

## Примечание
1. ↑  MPEC 2019-O56 : 2019 OK. minorplanetcenter.net. Дата обращения: 24 февраля 2020. Архивировано 14 марта 2020 года.
2. ↑  JPL Small-Body Database Browser. ssd.jpl.nasa.gov. Дата обращения: 24 февраля 2020.
3. ↑  Earth had a near-miss with a 'city-killer' asteroid (англ.). Stuff. Дата обращения: 24 февраля 2020. Архивировано 27 июля 2019 года.
4. ↑  Korey Haynes | Published: Thursday, July 25, 2019. A large asteroid just zipped between Earth and the Moon. Astronomy.com. Дата обращения: 24 февраля 2020. Архивировано 28 января 2020 года.
5. ↑  Allyson Chiu closeAllyson ChiuReporter with the Morning Mix teamEmailEmailBioBioFollowFollow. ‘It snuck up on us’: Scientists stunned by ‘city-killer’ asteroid that just missed Earth (англ.). Washington Post. Дата обращения: 24 февраля 2020. Архивировано 18 января 2021 года.
6. ↑  Asteroid's surprise close approach illustrates need for more eyes on the sky (англ.). www.esa.int. Дата обращения: 24 февраля 2020. Архивировано 24 февраля 2020 года.